# Aleochara haematoptera
Aleochara haematoptera är en skalbaggsart som beskrevs av Ernst Gustav Kraatz 1858. Aleochara haematoptera ingår i släktet Aleochara, och familjen kortvingar. Arten har ej påträffats i Sverige.